# アンドリュー・G・ヴァイナ
アンドリュー・ジョージ・ヴァイナ（Andrew George Vajna、出生名：Vajna András György、1944年8月1日 - 2019年1月20日）は、ハンガリー・ブダペスト出身の映画プロデューサー。姓についてはバイナ、バーニャ、ヴァーニャと表記される場合もある。

## 略歴
1956年にアメリカ合衆国へ移住した後、香港で美容師やかつら製作などを手掛け、極東各地で映画館経営に乗り出した。
1976年、マリオ・カサールと共にカロルコ・ピクチャーズを設立し、『ランボー』と『ターミネーター』の両シリーズをはじめ、多くの超大作・アクション映画をヒットさせた。
一方、1989年に単独でインディペンデント系映画会社シナージ・ピクチャーズを設立した（1998年に解散）。
その後、1995年にカロルコは倒産したが、2002年、カサールと共にC2ピクチャーズを設立して映画プロデュースを行っていた。
2019年1月20日、ブダペストの自宅で逝去。74歳没。報道によると、長年にわたり闘病生活を送っていたという。

## プロデュース作品
- 勝利への脱出 Victory To Escape（1981） - 製作総指揮
- ザ・アマチュア The Amateur（1981）
- 迷信～呪われた沼～ Superstition（1982）
- ランボー First Blood（1982） - 製作総指揮[1]
- ランボー/怒りの脱出 Rambo: First Blood Part II（1985） - 製作総指揮
- ダブルボーダー Extreme Prejudice （1987） - 製作総指揮
- エンゼル・ハート Angel Heart（1987） - 製作総指揮
- レッドブル Red Heat（1988） - 製作総指揮
- ランボー3/怒りのアフガン Rambo III（1988） - 製作総指揮
- ジョニー・ハンサム Johnny Handsome（1989） - 製作総指揮
- ザ・デプス DeepStar Six（1989） - 製作総指揮
- ジェイコブス・ラダー Jacob's Ladder（1990） - 製作総指揮
- カナディアン・エクスプレス Narrow Margin（1990） - 製作総指揮
- エア★アメリカ Air America（1990） - 製作総指揮
- トータル・リコール Total Recall（1990） - 製作総指揮
- 愛と野望のナイル Mountains of the Moon（1990） - 製作総指揮
- ザ・スタンド Medicine Man（1991）※
- トゥームストーン Tombstone（1993）※ - 製作総指揮
- 薔薇の素顔 Color Of Night（1994）※ - 製作総指揮
- 勇気あるもの Renaissance Man（1994）※
- ニクソン Nixon（1995）※
- スカーレット・レター The Scarlet Letter（1995）※
- ジャッジ・ドレッド Judge Dredd（1995）※ - 製作総指揮
- ダイ・ハード3 Die Hard: With A Vengeance（1995）※ - 製作総指揮
- エビータ Evita（1996）※
- ザ・ターゲット Shadow Conspiracy（1997）※ - 製作総指揮
- アラン・スミシー・フィルム An Alan Smithee Film: Burn Hollywood Burn（1997）※ - 製作総指揮
- 13ウォーリアーズ The 13th Warrior（1999） - 製作総指揮
- アメリカン・ラプソディ An American Rhapsody（2001） - 製作総指揮
- アイ・スパイ I Spy（2002）
- ターミネーター3 Terminator 3: Rise of the Machines（2003）[1]
- 君の涙 ドナウに流れ ハンガリー1956 Children of Glory（2006）
- 氷の微笑2 Basic Instinct 2（2006）
- ターミネーター サラ・コナー・クロニクルズ Terminator: The Sarah Connor Chronicles（2008–2009） - 製作総指揮、テレビドラマ
- ターミネーター4 Terminator Salvation（2009） - 製作総指揮

※はシナージ・ピクチャーズ作品。